# 私の物語が不満なら自分で書け
「私の物語が不満なら自分で書け」（"If You Don't Like My Story, Write Your Own"）アメリカ合衆国のテレビドラマ『ウォッチメン』の第1シーズン第4話であり、2019年11月10日にHBOで放送された。エピソードではエイドリアン・ヴェイトが死亡したとされた後に彼の会社を買収した大富豪のレディ・トリュー（ホン・チャウ）が初登場する。

## プロット
深夜、クラークス夫妻のもとにレディ・トリューが訪れて家と農地を買い取りたいと言う。彼女は不妊に悩んでいた夫婦に彼らのDNAから生み出した赤ん坊と多額の現金を提示する。交渉成立直後、夫妻の家がガタガタと揺れ、外を見ると宇宙から謎の物体が近くに落下する。トリューはそれが自分のものであると主張する。
アンジェラは遺産センターからの連絡を受けてウィルに関する更なる詳細な情報が発見されたことを知らされる。彼女は密かに施設を訪れ、ウィルがタルサ人種暴動とつながりがあったが、後に消息不明となっていたことを知る。彼女は外からの落下音を聞き、壊れた自分の横で笑うローリーと遭遇する。アンジェラは車が自分のものであると断言し、そこからウィルが持っていたラベルの無い薬瓶を密かに回収する。その後アンジェラはウェイドの隠れ家を訪れて薬瓶とジェッドのクローゼットから回収したKKKの衣裳を渡し、彼の元妻に薬瓶を調べて貰うように頼む。アンジェラはウィルの車椅子を処分する際に謎の自警団員「潤滑マン」から目撃されてしまい、捕らえようとするも失敗してしまう。
警察署でローリーはアンジェラの車から未知の指紋が検出されたことを伝え、そして彼女の車を持ち去るのに使われた可能性がある新型のドローン技術を開発したレディ・トリューの会社に向かう。トリューのミレニアム・クロック施設でトリューはドローンの操縦士のリストを快く提供するが、その一方で彼女はベトナム語でアンジェラにウィルが薬を探していることを伝える。アンジェラとローリーが去った後、トリューは近くの部屋で話を聞いていたウィルに話しかける。トリューはなぜアンジェラに何が起こっているのかを直接伝えないのかを尋ねると、ウィルは3日間のうちに自力で理解する方が良いと考えていることを明かす。トリューの娘のビアンがベトナムの村への攻撃の夢を見たことを明かすとトリューがそれを良いことであると言う。
とこか別の場所でエイドリアン・ヴェイトは湖から人間の胎児を選び抜き、加齢装置を使って新しいフィリップスとクルックシャンクスのペアに仕立て上げる。2人を邸宅に連れ帰る道中、彼は2人がすぐに完全な知性を手に入れるだろうと説明する。彼は他のクローンの死体であふれた部屋を2人に片付けさせ、カタパルトで死体を上空に飛ばすことで監獄の限界を調査する。

## 製作

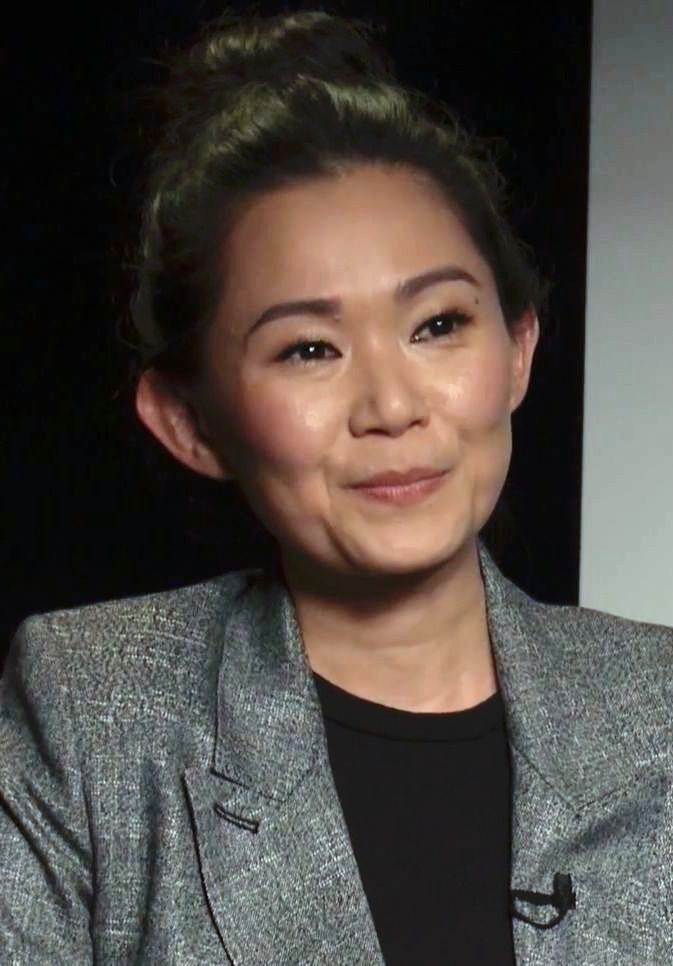
レディ・トリューを演じたホン・チャウ。

「私の物語が不満なら自分で書け」ではベトナム系アメリカ人女優のホン・チャウが初登場した。チャウは原作に精通してはいなかったが、番組で彼女に提示された役柄について聞くためにデイモン・リンデロフからの勧誘を受け入れた。チャウによるとリンデロフは約1時間半をかけて原作コミックのストリートを説明し、その後トリューのキャラクター像と原作との結びつきと番組でのキャラクターのための構想を語り、チャウは興味を抱かされた。彼はまたチャウの物語に対するベトナム系の遺産の重要性と原作コミックとのつながりを説明した。役作りに当たってチャウはイーロン・マスク、マーク・ザッカーバーグ、リチャード・ブランソンといった実在の億万長者やクローンや遺伝学研究の最先端にいる日本の科学者の振る舞いを研究した。エピソードのタイトルは作中でカルが読んでいたチヌア・アチェベの『崩れゆく絆』から引用された。
このエピソードでは潤滑マンが登場する唯一の場面が含まれている。その場面はアンジェラがウィルの車椅子を処分したのを潤滑マンが目撃し、彼女から追跡されると自分自身に油をかけて排水溝の中に滑り込んで逃げるというものである。場面のために排水溝のセットが組まれたもののこれは完全な操演であり、そのスタントマンの能力はアンジェラ役のレジーナ・キングを驚かせた。エピソード放送後、潤滑マンの正体はファンの注目を集めた。リンデロフはエピソード中の「他の非常識な事件が起こっている最中」として場面を書き、キャラクターやその正体が番組のファンの関心を集めるとは想定していなかった。潤滑マンは以降登場しなかったが、番組と併せて公開され、FBI捜査官のデール・ペティによって集められた設定の「Peteypedia」の資料ではペティ自身が潤滑マンであることが強く示唆されている。リンデロフはこれを明言することに消極的であったが、読者を彼の正体の「明確な結論に到達させる」ためにPeteypediaに誘導した。

## 評価

### 批評家の反応
Rotten Tomatoesでは27件のレビューで支持率は93%、平均点は8.3/10となり、「エキセントリックな大富豪レディ・トリューの大胆な登場に導かれる「私の物語が不満なら自分で書け」は本当に奇妙で、非常に魅力的な体験になる」とまとめられた。

### 視聴率
初放送時の視聴者数は推定70万7000人である。